# Liste der Einträge im National Register of Historic Places im Guadalupe County (Texas)
Die Liste der Registered Historic Places im Guadalupe County führt alle Bauwerke und historischen Stätten im texanischen Guadalupe County auf, die in das National Register of Historic Places aufgenommen wurden.

## Aktuelle Einträge
| Lfd. Nr. | Name im NRHP                                            | Bild | Datum der Eintragung | Adresse/Lage                                                             | Ort    | NRHP-ID  | Beschreibung |
| -------- | ------------------------------------------------------- | ---- | -------------------- | ------------------------------------------------------------------------ | ------ | -------- | ------------ |
| 1        | Edward and Texanna Tewes House                          |      | 9. Jan. 1997         | 8280 Linne Rd.                                                           | Seguin | 96001566 |              |
| 2        | Erskine House No. 1                                     |      | 25. Aug. 1970        | 902 N. Austin St.                                                        | Seguin | 70000750 |              |
| 3        | Joseph F. Johnson House                                 |      | 23. Juni 1978        | 761 Johnson Ave.                                                         | Seguin | 78002940 |              |
| 4        | Los Nogales                                             |      | 24. März 1972        | S. River and E. Live Oak Sts.                                            | Seguin | 72001365 |              |
| 5        | Park Hotel                                              |      | 23. Mai 1980         | 217 S. River St.                                                         | Seguin | 80004124 |              |
| 6        | Robert Hall House                                       |      | 25. Okt. 1979        | 214 S. Travis St                                                         | Seguin | 79002949 |              |
| 7        | Saffold Dam                                             |      | 15. Nov. 1979        | Off TX 123                                                               | Seguin | 79002950 |              |
| 8        | Sebastopol                                              |      | 25. Aug. 1970        | NE corner of W. Court and N. Erkel Sts.                                  | Seguin | 70000751 |              |
| 9        | Seguin Commercial Historic District (Boundary Increase) |      | 14. Aug. 2003        | Roughly bounded by Myrtle St., Camp St., Washington St. and Crockett St. | Seguin | 03000768 |              |
| 10       | Seguin Commercial Historic District                     |      | 15. Dez. 1983        | Roughly bounded by Camp, Myrtle, Washington, and Crockett Sts.           | Seguin | 83003773 |              |
| 11       | Sweet Home Vocational and Agricultural High School      |      | 19. Nov. 1998        | 10 mi. S of Seguin on Sweet Home Rd.                                     | Seguin | 98001417 |              |
| 12       | Wilson Utility Pottery Kilns Archeological District     |      | 16. Apr. 1975        | Address Restricted                                                       | Seguin | 75001987 |              |